# Carl Andreas August Goos
Carl Andreas August Goos (* 6. August 1797 in Schleswig; † 12. Juli 1855 ebenda) war ein Historien-, Genre- und Porträtmaler.

## Leben
Goos war Sohn des Schleswiger Malers, Lackierers und Vergolders Johann Peter Goos (1763–1837). Er besuchte seit 1819 die Zeichenschule von Johann Heinrich Wilhelm Tischbein in Eutin, dem er bei der Fertigstellung der großformatigen Gemälde für das so genannte "Homer Zimmer" der Residenz in Oldenburg behilflich war. Er kopierte außerdem Werke Tischbeins und bewarb sich 1820 mit einem Gemälde Odysseus und Penelope erfolgreich um ein dänisches Staatsstipendium, das ihm den Besuch der Kunstakademie in Kopenhagen ermöglichte. Zu seinen Freunden zählten die Schleswig-Holsteiner Harro Harring, Herman Wilhelm Bissen und Friedrich Bernhard Westphal.
1823, 1825 und 1827 beteiligte sich erfolglos Goos im Wettbewerb um die große Goldmedaille der Kopenhagener Kunstakademie, worauf hin er frustriert in seine Heimatstadt Schleswig zurückkehrte. Dank der Unterstützung des Herzogs Friedrich Wilhelm (Schleswig-Holstein-Sonderburg-Glücksburg), den er mit seiner Familie porträtierte, konnte sich Goos als Porträtmaler über Wasser halten. Im November 1829 wurde er nach Eutin gerufen, um Bilder seines verstorbenen Lehrers Tischbein zu vollenden.
Unter dem Einfluss seines Freundes Friedrich Bernhard Westphal und des Münchner Malers Josef Petzl, der sich 1830 in Schleswig aufhielt, gab Goos die spätklassizistische Historienmalerei auf und malte eine Reihe kleinformatiger Genrebilder im Geschmack des Biedermeier, die auf Ausstellungen in Hamburg und Dresden durchfielen. Daraufhin resignierte Goos und beschränkte sich auf eine Tätigkeit als Porträtmaler und Zeichenlehrer. Für die Dorfkirchen seiner Heimatregion malte er einige Altarbilder nach dem Vorbild von Leonardo da Vincis Abendmahl. Hervorzuheben ist die gelungene Übernahme eines Motivs Jesus segnet die Kinder von Friedrich Overbeck für die Kirche in Sieseby bei Schleswig.

## Werke (Auswahl)
- Hektors Abschied von Andromache, um 1819, Schleswig-Holsteinische Landesmuseen, Schloss Gottorf, Schleswig
- Odysseus und Penelope, 1820, Kunsthalle zu Kiel
- Abrahams Rückkehr nach der Opferung mit seinem Sohn Isaak zu Sarah, um 1823, Kunsthalle zu Kiel
- Thetis übergibt Achill die von Hephaistos geschmiedeten Waffen, um 1824, Kunsthalle zu Kiel
- Fingal befreit die Tochter des Königs Tolcultorno..., um 1827, Altonaer Museum, Hamburg
- Die Erweckung der Tochter des Jairus, um 1827, Stadtmuseum Schleswig
- Herzog Wilhelm von Schleswig-Holstein-Glücksburg und Prinzessin Marie und neun Kinder, jeweils in Einzelporträts, 1829, Schloss Glücksburg
- Herzog Wilhelm von Schleswig-Holstein-Glücksburg, 1831, Amalienborg-Museum, Kopenhagen
- Bildnis einer jungen Frau, 1831, Museumsberg Flensburg[2]
- Friedrich Boldemann und Magdalena Sophie Boldemann, 1836, Behnhaus Lübeck